# Tiermes

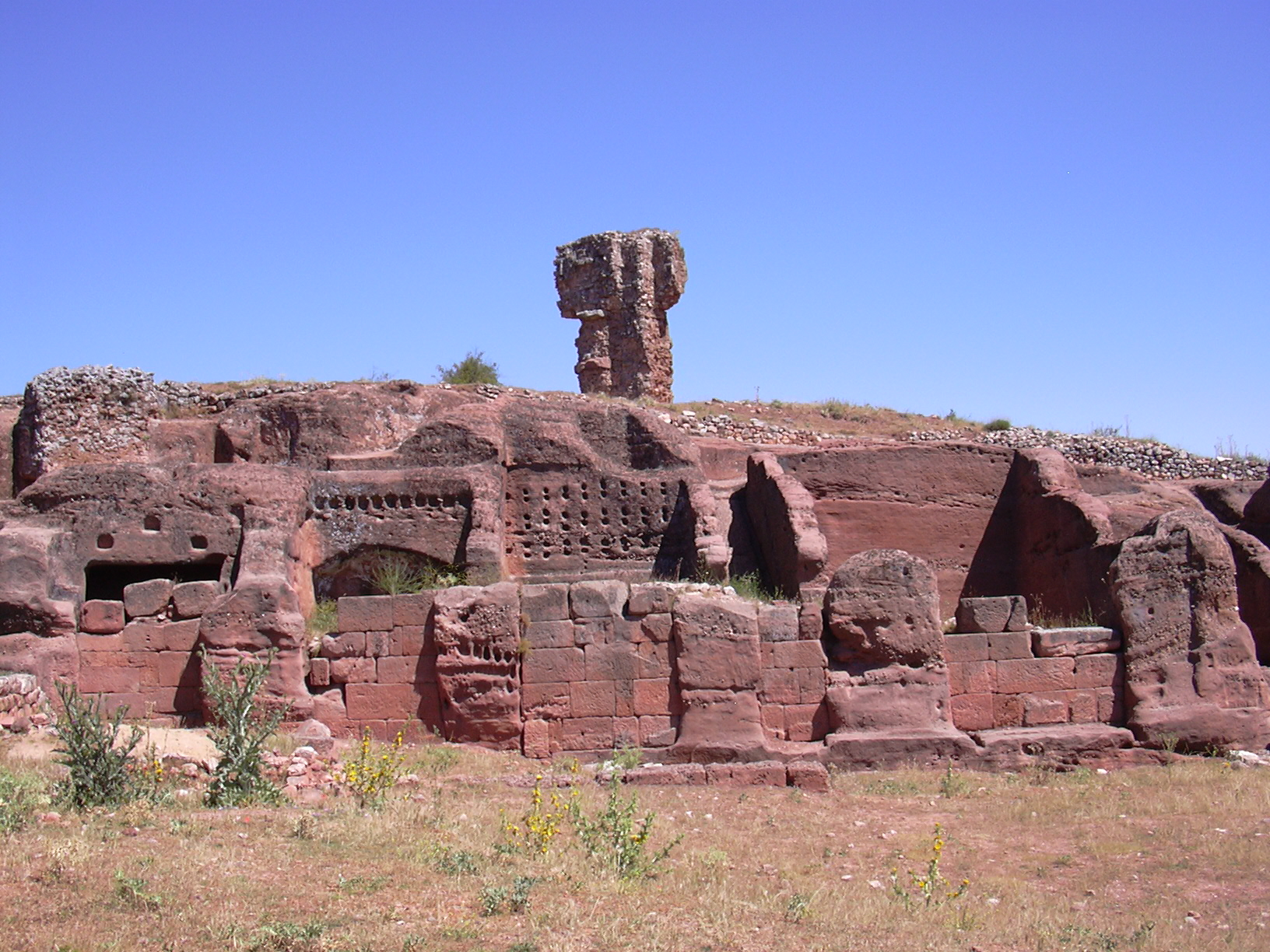
Opgravingen bij Tiermes

Tiermes is een historische stad in het noorden van Spanje, in de provincie Soria. Deze stad kwam vooral in de belangstelling omdat hij grotendeels uitgehouwen is in de rotsen. De bijzondere manier van het bewerken en het gebruiken van het gesteente veroorzaakte de gedachte bij de onderzoekers dat vreemde culturen misschien betrokken waren bij deze arbeid.

## De geschiedenis van de stad
Tiermes ligt in het hart van het oude Castilië. Wie de oprichters waren en wanneer de stad werd opgericht is onbekend.
De eerste vermelding van Tiermes stamt van de Griek Ptolemeus die de stad toeschrijft aan de Arévacos, een Keltiberisch volk. Het is een feit dat de stad in 98 v.Chr. werd ingenomen door de Romeinen, hierna ontwikkelde zich in Tiermes, tijdens de 1e eeuw v.Chr, een goede economie. Dit was te danken aan het feit dat de stad werd uitgebreid met onder meer een marktplaats en waterleidingen.
In vijf- à zeshonderd jaar na Christus veroverden de West-Goten Tiermes en in de 8e eeuw viel de stad in de handen van de Moren. Daardoor lag Tiermes op het grenspunt van de christelijke en de islamitische wereld en raakte de stad in verval. Sinds de 12e eeuw speelde Tiermes geen belangrijke rol meer in de geschiedenis van het land.
Rond 1888 onderzocht Nicolàs Rabal, een plaatselijke wetenschapper, de stad.

## Raadselachtige bouwsels en constructies in Tiermes
Er zijn in Tiermes veel bouwconstructies gevonden die ongebruikelijk zijn voor die tijd, bijvoorbeeld een groot buizensysteem waarmee men waarschijnlijk de afvoer en toevoer van water regelde, voordat dit systeem kon werken was er een soort pomp nodig, maar de wetenschappers weten niet hoe zo'n pompconstructie er dan uitgezien zou hebben. 
Nog een bijzondere ontdekking was een railsysteem dat over gans de stad aangebracht was. De breedte tussen de sporen bedraagt ongeveer 1,40 meter en bij vele gebouwen en openbare plaatsen zijn perrons gebouwd. Rond 1960 beweerden enkele onderzoekers dat de rails misschien gebouwd werden ter verdediging van de stad, want terwijl de burgers in bunkers konden gaan schuilen, zouden de defensietroepen verrijdbare wapens over de rails naar de aangevallen plaatsen kunnen brengen. Dit railsysteem zorgde voor veel verbazing want het paste met zijn stelsel van gleuven en gangen eerder in een modern luchtafweersysteem dan in een al zo oude stad.
Een andere ontdekking die totaal niet in het beeld van een vesting uit die tijd paste, waren een soort groeven die de wetenschap sterk deed denken aan de loopgraven uit de Tweede Wereldoorlog en waarvoor niemand een aannemelijke verklaring had.

## Besluit
Tot op heden is het raadselachtig hoe een primitieve beschaving deze stad kon maken en wat de bedoeling ervan was. Er bestaat een theorie dat de stad werd gebouwd door een vreemde cultuur, maar dit is nooit bewezen.